# ۷۲۷ (خورشیدی)
۷۲۷ هفتصد و بیست و هفتمین سال هجری خورشیدی است.